# Haemodorum distichophyllum
Haemodorum distichophyllum là một loài thực vật có hoa trong họ Huyết bì thảo. Loài này được Hook. mô tả khoa học đầu tiên năm 1851.